# Ricardo Kishna
Ricardo Kishna, född 4 januari 1995 i Haag, är en nederländsk fotbollsspelare som spelar för ADO Den Haag. Han har även spelat för det nederländska U21-landslaget.

## Karriär
Den 31 januari 2017 lånades Kishna ut av Lazio till franska Lille.